# Jean-Baptiste-René Robinet
Pour l’article homonyme, voir Jean Robinet.
Pour l’article homonyme, voir Robinet.
Jean-Baptiste-René Robinet, né le 25 juin 1733 à Rennes où il est mort le 24 mars 1820, est un philosophe naturaliste français, connu pour avoir été l’un des précurseurs de la théorie de l'évolution et l’un des continuateurs de l’Encyclopédie de Diderot.

## Biographie
Il est le deuxième fils de Jean-Baptiste Robinet, huissier au parlement de Rennes, et Louise de Chateaugiron.
Il entre au noviciat jésuite de Paris en 1749; en 1751-52, il poursuit ses études au collège Louis le Grand ; en 1753-54, il est professeur de 6e et en 1754-55 responsable de chambre d’internat au collège d’Arras. Il figure une dernière fois dans les catalogues de la compagnie de Jésus en 1755-56 comme répétiteur au Collège de La Flèche. Puis il quitte la compagnie .
Il vit en Hollande de 1760 à 1769. Il se marie à Amsterdam vers le mois de mars 1760 avec Gesina Regtering, « fille d'un riche marchand hollandais ».

## Théorie de l'évolution

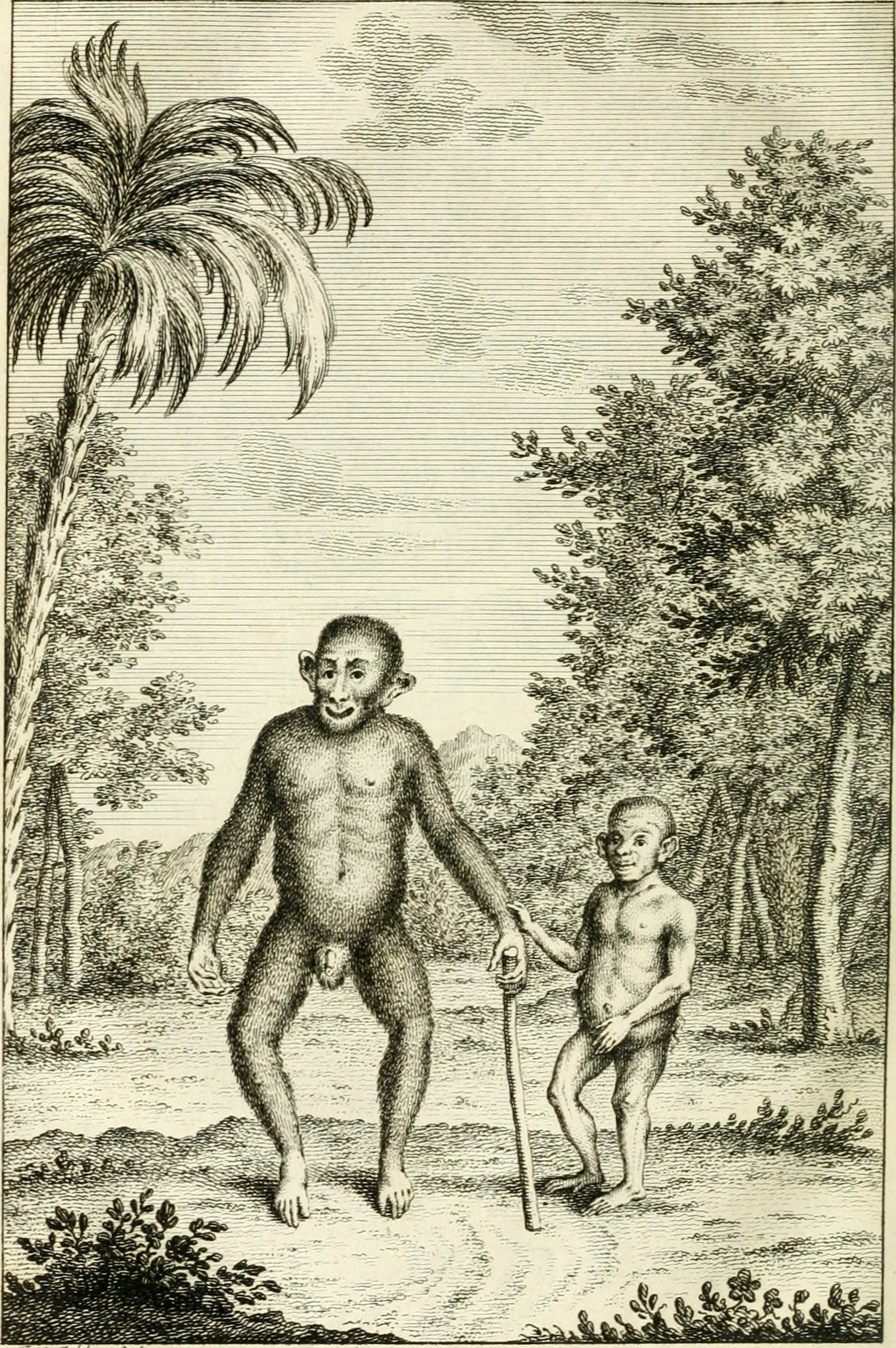
Image dans Vue philosophique de la gradation naturelle des formes de l'etre, ou Les essais de la nature qui apprend a faire l'homme (1768)

Dans son ouvrage De la Nature, paru en 1761, Robinet formule l’idée que les organismes vivants se transforment de manière à former une chaîne ininterrompue, idée qu’il développe dans ses Considérations philosophiques de la gradation des formes de l’être, ou les essais de la nature qui apprend à faire l’homme et dans son Parallèle de la condition et des facultés de l’homme avec la condition et les facultés des autres animaux, parus en 1768 et 1769.
Il écrit ainsi : « Dans la suite prodigieusement variée des animaux inférieurs à l’homme, je vois la Nature en travail avancer en tâtonnant vers cet Être excellent qui couronne son œuvre. Quelque imperceptible que soit le progrès qu’elle fait à chaque pas, c’est-à-dire à chaque production nouvelle, à chaque variation réalisée du dessein primitif, il devient très sensible après un certain nombre de métamorphoses. […] Lorsqu’on étudie la machine humaine, cette multitude immense de systèmes combinés en un seul, cette énorme quantité de pièces, de ressorts, de puissances, de rapports, de mouvements, dont le nombre accable l’esprit, quoiqu’il n’en connaisse que la moindre partie, on ne s’étonne pas qu’il ait fallu une si longue succession d’arrangements et de déplacements, de compositions et de dissolutions, d’additions et de suppressions, d’altérations, d’oblitérations, de transformations de tous les genres, pour amener une organisation aussi savante et aussi merveilleuse. »
Robinet n’est toutefois que l’un des nombreux précurseurs de la théorie transformiste telle qu’elle se cristallise dans les travaux de Darwin. Il reste cependant imprégné du théologisme finaliste, se servant ainsi de l'échelle des êtres pour affirmer la supériorité de la race blanche sur le reste de l'espèce humaine.
Robinet est également l’un des continuateurs de l’Encyclopédie, dont il fait paraître, en 1776-1777, un Supplément en quatre volumes, en collaboration notamment avec Charles-Joseph Panckoucke. Il participe en outre à l’édition en 30 tomes du Dictionnaire universel des sciences morale, économique, politique et diplomatique, ou Bibliothèque de l’homme-d'état et du citoyen, en 1777-1783.
On doit par ailleurs à Robinet, qui a été censeur royal avant la Révolution, de nombreuses traductions, en particulier de David Hume et de Johann Joachim Winckelmann.

## Ouvrages
- De la nature (1761) Texte en ligne. Réédition par Françoise Badelon, Paris, Honoré Champion, 2009 (2 volumes)
- Considérations sur l'état présent de la littérature en Europe (1762)
- Considérations philosophiques de la gradation des formes de l'être, ou les essais de la nature qui apprend à faire l'homme (1768) Texte en ligne
- Paradoxes moraux et littéraires (1768)
- Parallèle de la condition et des facultés de l'homme avec la condition et les facultés des autres animaux (1769) Texte en ligne
- Analyse raisonnée de Bayle, ou abrégé méthodique de ses ouvrages, particulièrement de son Dictionnaire historique et critique, dont les remarques ont été fondues dans le texte, pour former un corps instructif & agréable de lectures suivies (8 volumes, 1775-70). En collaboration avec François-Marie de Marsy.
- Supplément à l'Encyclopédie, ou dictionnaire raisonné des sciences, des arts et des métiers, par une société de gens de lettres (4 volumes, 1776-77). Cinquième volume : Suite du recueil de planches, sur les sciences, les arts libéraux, et les arts méchaniques, avec leur explication. Deux cens quarante-quatre planches (1777). En collaboration avec Marc Michel Rey, Charles-Joseph Panckoucke, Jean-Georges-Antoine Stoupe et Pierre-Prudence Brunet.
- Dictionnaire universel des sciences morale, économique, politique et diplomatique, ou Bibliotheque de l'homme-d'état et du citoyen (30 tomes, 1777-1783). En collaboration avec François René Jean de Pommereul, Claude-Louis-Michel de Sacy et Jean-Louis Castilhon. [par exemple, https://gallica.bnf.fr/ark:/12148/bpt6k940792, pour le Tome 1: Texte en ligne]
- Calendrier des républicains pour l'année sextile 3e de la République une et indivisible, contenant un précis de la morale républicaine mise en maximes pour chaque jour de l'année (1794)
- Les Vertus, réflexions morales en vers (2 volumes, 1814)

### Traductions
- De l’anglais de David Hume : Essais de morale, ou Recherches sur les principes de la morale (1760)
- De l’anglais de Frances Sheridan : Mémoires de Miss Sidney Bidulph (3 volumes, 1762)
- De l’allemand de Johann Joachim Winckelmann : Histoire de l'art chez les anciens (en collaboration, 2 volumes, 1766)
- De l’italien de Nicolò Donato : L'Homme d'État (3 volumes, 1767)
- De l’anglais de John Gregory : Parallèle de la condition et des facultés de l'homme avec la condition et les facultés des autres animaux (1769)
- De l’anglais de Frances Brooke : Histoire d'Émilie Montague (1770)
- De l’anglais de James Ridley : Les Contes des génies et des fées, ou les charmantes leçons d'Horam fils d'Asmar, ouvrage traduit du persan en anglais par Sir Charles Morell [James Ridley]  et en françois sur la traduction angloise (3 volumes, 1766)
- De l’anglais : Code des loix des Gentous, ou Réglemens des brames, traduit de l'anglois, d'après les versions faites de l'original écrit en langue samskrete (1778)
- De l’anglais de John Seally : Le Favori de la fortune (1779)